# Laccophilus menieri
Laccophilus menieri är en skalbaggsart som beskrevs av Michel Brancucci 1983. Laccophilus menieri ingår i släktet Laccophilus och familjen dykare. Inga underarter finns listade i Catalogue of Life.